# 岩瀬唯奈
岩瀬 唯奈（いわせ ゆいな、1995年〈平成7年〉10月12日 - ）は、日本のモデル、タレントである。
栃木県宇都宮市出身。コスプレイヤーとして、かつては「岩茶。」名義で活動しており。現在でも愛称として使用している。

## 来歴
コスプレイヤーを経てアイドルグループ「合法幼女症候群REBOOT」3期生としてデビュー。
当初芸名としていた「岩茶。」は高校時代からの愛称であったが、検索しにくいこと、一介のコスプレイヤーに終わらず芸能活動に本腰を入れる決意を込め、2017年1月1日より「岩瀬唯奈」に改名。
2017年3月に解散。グループ解散後は2017年5月まで椎名ぴかりんと「貴方ヲ2℃殺シマス。」を結成、活動した。
その後はストリート系雑誌、通販サイトを中心にモデルとして活動する。
2019年4月。Twitterフォロワー10万人記念としてYouTube配信（いわちゃんねる。）スタート。
新宿区歌舞伎町にある会員制のコンセプトカフェ(Bar Chainon）のコンカフェ嬢。
自身のファッションブランドRALF（ラルフ）を手掛けている。
2021年5月、岩瀬唯奈プロデュースのガチロックアイドルグループ『RALF』の制作が発表された。

## 人物
笑い方に特徴がある。
2016年に出演したウェブ番組「東京ときめきチャンネル」では交際人数1人、経験人数は「若い子はいろいろある」と答えている。
胸はAAカップ。
2018年7月16日、整形手術を行うことを告知。2019年2月26日に鼻筋が完成したことを報告した。

## 出演

### テレビ
- 月曜から夜ふかし（2016年5月10日、日本テレビ）
- ソーシャルジン（2018年4月 - 、TOKYO MX）
- THE 完全犯罪（2021年7月24日、読売テレビ）

### ウェブテレビ
- 東京ときめきチャンネル(2016/07/09、Youtube・東京ときめきチャンネル)[動画 2]
- 椎名ぴかりんのヤッてみるニュース（2016年 - 2017年、AbemaTV）準レギュラー
- 「そもそもメンヘラってなんですか？」～メンヘラ大解剖スペシャル!!～（2017年7月10日、AbemaTV）[15]
- 私の”好き”って変ですか？　Case.02（2021年4月1日、私の好きって変ですか?/YouTube） ‐ まりや 役[動画 3]
- ABEMA Prime（2022年1月28日、ABEMA）

### ミニFM
- Colleage student iNFLUENCER STUDIO!（2018年7月15日、渋谷クロスFM） - MC

### ショー
| イベント名       | 出演年 | 出演ブース | 共演者                                           |
| ---------------- | ------ | ---------- | ------------------------------------------------ |
| 東京オートサロン | 2019年 | FALKEN     | 日吉晶羅、如月さえ、千倉里菜、嶋田美彩、椿原愛   |
| 東京オートサロン | 2020年 | FALKEN     | 日吉晶羅、千倉里菜、米倉みゆ、市川由佳、嶋田美彩 |

### 動画
1. 1 2  【初投稿】岩瀬唯奈。YouTube始めました。 - YouTube（2019年4月1日）2021年7月22日閲覧。
2. 1 2  東京ときめきチャンネル (2016-07-09), 経験人数を聞かれ異常な引き笑いする岩茶 2018年7月13日閲覧。
3. ↑  “「短編ドラマ」私の”好き”って変ですか？　Case.02”.   私の好きって変ですか? (2021年4月1日). 2021年4月1日閲覧。